# Northwest Outpost
Northwest Outpost is een Amerikaanse muziekfilm uit 1947 onder regie van Allan Dwan. In Nederland werd de film destijds uitgebracht onder de titel Verbannen.

## Verhaal
Prins Nickolai Balinin en prinses Tatiana heten Natalia Alanova welkom in hun woning in Fort Ross. Natalia is pas uit Rusland aangekomen en ofschoon zij zelf beweert dat ze naar Californië is afgereisd omwille van haar gezondheid, vermoedt de prinses andere beweegredenen. 's Avonds horen Natalia en haar meid Olga een groep veroordeelden. Ze gaan tussen die veroordeelden op zoek naar graaf Igor Savin, de echtgenoot van Natalia.

## Rolverdeling
| Acteur             | Personage              |
| ------------------ | ---------------------- |
| Nelson Eddy        | Kapitein Jim Laurence  |
| Ilona Massey       | Natalia Alanova        |
| Joseph Schildkraut | Graaf Igor Savin       |
| Elsa Lanchester    | Prinses Tatiana        |
| Hugo Haas          | Prins Nickolai Balinin |
| Lenore Ulric       | Barones Kruposny       |
| Peter Whitney      | Volkoff                |
| Tamara Shayne      | Olga                   |
| Ernő Verebes       | Kyril                  |
| George Sorel       | Baron Kruposny         |
| Rick Vallin        | Dovkin                 |